# Haralambos Holidis
Haralambos Holidis, eller Charalambos Cholidis, född 1 oktober 1956 i Atyrau i Kazakstan, död 26 juni 2019 i Aten, var en grekisk brottare som tog OS-brons i bantamviktsbrottning i den grekisk-romerska klassen 1984 i Los Angeles och på nytt 1988 i Seoul.